# Dieter Posch

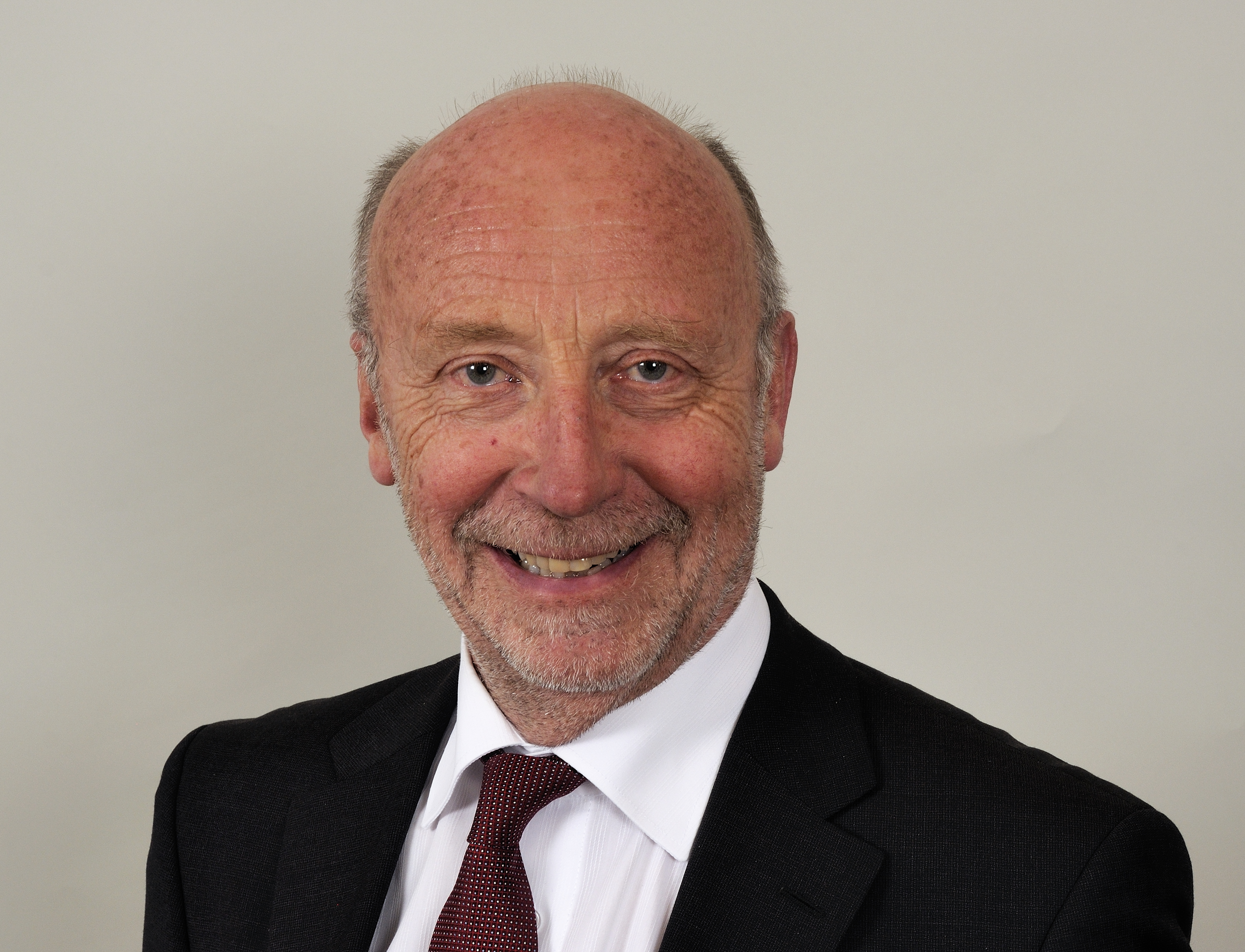
Dieter Posch (2013)

Dieter Posch (* 19. Oktober 1944 in Wien) ist ein deutscher Politiker (FDP). Er war von 1999 bis 2003 und von 2009 bis 2012 Hessischer Staatsminister für Wirtschaft, Verkehr und Landesentwicklung.

## Leben und Beruf
Nach dem Abitur absolvierte Posch ein Studium der Rechts- und Staatswissenschaften an den Universitäten Marburg und Wien, das er mit dem ersten und – nach Ableistung des Referendariats – mit dem zweiten juristischen Staatsexamen beendete.
Von 1974 bis 1987 arbeitete er als Dezernent beim Regierungspräsidium in Kassel. Hier war er als Verkehrsdezernent tätig und befasste sich mit Fragen des öffentlichen Personennahverkehrs, der Verkehrsplanung und insbesondere mit dem Planfeststellungsrecht für Straße und Schiene. Für wichtige nordhessische Verkehrsprojekte, wie Autobahnen und die ICE-Strecke Hannover-Kassel-Würzburg, leitete er die Anhörungsverfahren.
Von 1987 bis 1989, von 1991 bis 1999 und seit 2004 ist Posch als Rechtsanwalt tätig. Gegenwärtig gehört er einer Berliner Kanzlei an.
Posch war zeitweilig Mitglied des Kuratoriums der Wolf-Erich-Kellner-Gedächtnisstiftung.
Dieter Posch ist verheiratet und hat zwei Kinder. Sein Sohn Christopher Posch ist als Rechtsanwalt und Projektentwickler tätig und war Hauptdarsteller in zwei Doku-Soaps auf RTL.

## Partei
Seit 1966 ist Posch Mitglied der FDP. Er war zunächst Landesvorsitzender der Jungdemokraten, der damaligen Jugendorganisation der FDP. Seit 1972 gehört er dem Landesvorstand seiner Partei an. Zwischenzeitlich war er mehrere Jahre Bezirksvorsitzender der nordhessischen FDP. Von 1994 bis 2009 war er stellvertretender Landesvorsitzender der FDP Hessen.

## Abgeordneter
Von 1972 bis 1977 sowie von 1981 bis 1997 gehörte er dem Kreistag des Schwalm-Eder-Kreises an.
Von 1987 bis zu seiner Mandatsniederlegung am 1. September 1989 war Posch Mitglied des Hessischen Landtages. Am 11. November 1994 rückte er für den ausgeschiedenen Abgeordneten Wolfgang Gerhardt in den Landtag nach, dem er bis 1999 angehörte. Seit 2003 ist er erneut Mitglied des Landtages. Hier war er von 1996 bis 1999 stellvertretender Vorsitzender der FDP-Landtagsfraktion. Von 2003 bis 2005 war er Mitglied der Enquête-Kommission zur Reform der Hessischen Verfassung. Begonnen hat Dieter Posch seine Tätigkeit als Innen- und Medienpolitiker. Später wechselte er in die Wirtschaftspolitik über und befasste sich mit Wirtschafts-, Regional- und Verkehrspolitik. Während der 17. Legislaturperiode (2008–2009) war Posch Vizepräsident des Hessischen Landtages.

## Öffentliche Ämter
Von September 1989 bis April 1991 war Posch Staatssekretär im Hessischen Ministerium für Wirtschaft und Technik.
Nach der Landtagswahl 1999 wurde er am 7. April 1999 als Hessischer Staatsminister für Wirtschaft, Verkehr und Landesentwicklung in die von Ministerpräsident Roland Koch (CDU) geführte Landesregierung von Hessen berufen. Schwerpunkt seiner Tätigkeit war die Förderung der außenwirtschaftlichen Aktivitäten sowie Initiativen zur Beschleunigung des Genehmigungsrechts.
Da die CDU bei der Landtagswahl 2003 eine absolute Mehrheit erreichen konnte, schied er am 5. April 2003 aus dem Amt. Als Landtagsabgeordneter übernahm Posch den Vorsitz einer Expertenkommission zur Beschleunigung von Genehmigungsverfahren. Etliche Vorschläge dieser Kommission flossen in das Planungsbeschleunigungsgesetz des Bundes ein.
Nach der vorgezogenen hessischen Landtagswahl 2009 wurde er am 5. Februar 2009 erneut zum Hessischen Staatsminister für Wirtschaft, Verkehr und Landesentwicklung ernannt. Im Mai 2012 trat Posch 67-jährig von diesem Amt zurück; zu seinem Nachfolger wurde der bisherige FDP-Fraktionsvorsitzende Florian Rentsch ernannt.